# Ansambel Petra Finka
Ansambel Petra Finka je slovenska narodnozabavna zasedba, ki deluje od leta 1992. Sedež ima v Dolenjskih Toplicah. Največ uspehov je dosegla na največjem festivalu narodnozabavne glasbe Slovenska polka in valček, kjer je bila večkratni finalist. Posneli so več uspešnic.

## Zasedba
Ansambel se imenuje po harmonikarju Petru Finku. Ustanovno zasedbo so ob njem sestavljali še kitarist Slavko Božič, basist Marjan Turk in pevka Mojca Pavlič. V letu dni sta se zamenjala basist in pevka, ansamblu sta se pridružila Zdravko Blažič in Jožica Mavsar. Pozneje so se v ansamblu kot basisti zvrstili še Željko Mevželj, Slavko Jereb in Imre Čaki. Trenutni basist ansambla je Simon Kovačič. Za Božičem je kitaro igral Simon Potočar, sedanji kitarist pa je Jaka Janc. Mavsarjevo je kot pevka nadomestila Urška Klobučar, kot pevec pa se je pridružil še Denis Zupan. Leta 2021 je Zupan po 12-ih letih sodelovanja zasedbo zapustil, njegovo mesto pa je zasedel Matej Mešl.

## Delovanje
Ansambel je leta 1992 ustanovil harmonikar Peter Fink, po katerem se zasedba tudi imenuje. Leto pred tem je kot solist na diatonični harmoniki posnel kaseto z desetimi lastnimi inštrumentalnimi skladbami. Prvič se je skupina predstavila na predizboru za Festival Ptuj, na katerega so se uspešno uvrstili, tam pa osvojili celo zlato Orfejevo značko in prejeli nagrado za najboljšega debitanta festivala. Predstavili so se s skladbo Ponosni smo nate. Kmalu zatem so posneli še prvi spot za nacionalno televizijo.
Po začetnem uspehu so hitro prevetrili zasedbo, saj se je basist Marjan Turk vrnil v Švico. Zamenjal ga je basist Ansambla Slavka Pluta, ki je v tistem času zaključil z delovanjem, Zdravko Blažič. Leto dni pozneje je odšla še pevka Mojca Pavlič, ki se je posvetila solo karieri. Namesto nje je od tedaj v zasedbi prepevala Jožica Mavsar, ki je z Blažičem sodelovala v Plutovem ansamblu.
Po posnetih prvih dveh albumih so se posvečali nastopom na festivalu Slovenska polka in valček. Leta 1998 so njihovo skladbo Soncu sem zaprla vrata že proglasili za zmagovalno, vendar so pozneje javili, da je šlo za pomoto. Kljub temu je skladba postala zelo poznana in priljubljena pri poslušalcih. Leto dni pozneje so zares slavili na festivalu s pesmijo Rada bi še plesala. Po tej zmagovalni pesmi so poimenovali nov album, ki je bil leta 2000 nominiran za zlatega petelina. Leta 2002 so posneli tudi pet zabavnih skladb. Tudi po menjavi zasedbe so snemali nove skladbe, s katerimi so se uspešno predstavili tudi na Slovenski polki in valčku. Polko Zapeljiva soseda so s pomočjo DJ Svizca predstavili tudi v remix verziji.
Največjo prepoznavnost jim je prinesla pesem Morska pravljica. Najprej je Peter Fink med preizkušanjem nove klaviature ustvaril melodijo z zvokom mandolin, kar ga je spomnilo na dalmatinsko glasbo. Predlog za besedilo z delom v hrvaščini je podal besedilopiski Faniki Požek, ki je to željo tudi upoštevala in pesem najprej poimenovala Nekoč na morju. Končni naslov je po poslušanju pesmi predlagala Finkova žena. S pesmijo so se predstavili na Slovenski polki in valčku leta 2003, kjer je Fink dobil nagrado strokovne komisije na najboljšo melodijo, Požekova pa za besedilo.
Leta 2008 je pevka Urška Klobučar, ki je pred tem uspešno zamenjala Jožico Mavsar, postala najboljša pevka narodnozabavne glasbe po izboru poslušalcev. Naslednje leto je po odhodu Slavka Jereba, ki je prepeval v ansamblu, zasedbo dopolnil Denis Zupan, ki je pred tem deloval v Ansamblu Ceglar. Zupan je v ansamblu ostal 12 let, nato pa se je odločil zapustiti glasbene odre, da bi se posvetil družini. Ansamblu se je kot novi pevec pridružil Matej Mešl.

## Uspehi
Ansambel Petra Finka je na festivalih dosegel naslednje uspehe:
- 1992: Festival Ptuj - Zlata Orfejeva značka in nagrada za najboljšega debitanta.
- 1995: Festival Števerjan - Nagrada za najboljšega debitanta.
- 1998: Slovenska polka in valček - Finalisti festivala: Soncu sem zaprla vrata.
- 1999: Slovenska polka in valček - Najboljši valček: Rada bi še plesala.
- 2001: Slovenska polka in valček - Finalisti festivala: Ohcet bo.
- 2003: Slovenska polka in valček - Nagrada strokovne komisije za najlepšo melodijo in nagrada za najboljše besedilo (Fanika Požek): Morska pravljica.
- 2007: Slovenska polka in valček - Finalisti festivala: Ribič.

## Diskografija
Ansambel Petra Finka je izdal naslednje albume:
1. Novo življenje (1994)
2. Ko ata naš slavi (1995)
3. Rada bi še plesala (1999)
4. Na Dolenjskem (2001)
5. Morska pravljica (2005)
6. Tri leta sem jo čakal (2008)
7. Nocoj ... (2012)
8. Najlepše melodije (2015)

## Največje uspešnice
Ansambel Petra Finka je najbolj poznan po naslednjih skladbah:
- Moj stari avto
- Morska pravljica
- Nikdar me ne boš poljubil
- Nocoj še zadnjič bom prišel
- Ohcet bo
- Rada bi še plesala
- Soncu sem zaprla vrata